# Иванкин, Юрий Петрович
Ю́рий Петро́вич Ива́нкин (25 июня 1925, с. Поповка ныне Чернского района Тульской области — 5 июня 1945, Москва) — стрелок 239-го гвардейского стрелкового полка 76-й гвардейской стрелковой дивизии 61-й армии Центрального фронта, гвардии красноармеец, Герой Советского Союза.

## Биография
Родился 25 июня 1925 года в крестьянской семье. Русский. Жил и работал в городе Балашиха Московской области.
В Красную Армию призван Балашихинским горвоенкоматом Московской области в августе 1943 года. Сражался на Центральном фронте с сентября 1943 года.
Гвардии красноармеец Иванкин особо отличился при освобождении Брагинского района Гомельской области Белоруссии.
Переправившись одним из первых в ночь на 28 сентября 1943 года на правый берег реки Днепр со стороны села Мысы Репкинского района Черниговской области Украины, Иванкин в составе 239-го гвардейского стрелкового полка стремительно атаковал противника. В результате был захвачен плацдарм, поливаемый шквальным огнём противника. Здесь Иванкин поднял однополчан в атаку. Будучи неоднократно ранен, не покинул поле боя, пока не был доставлен в госпиталь.
Указом Президиума Верховного Совета СССР «О присвоении звания Героя Советского Союза генералам, офицерскому, сержантскому и рядовому составу Красной Армии» от 15 января 1944 года за «образцовое выполнение боевых заданий командования по форсированию реки Днепр и проявленные при этом мужество и героизм» гвардии красноармейцу Иванкину Юрию Петровичу присвоено звание Героя Советского Союза с вручением ордена Ленина и медали «Золотая Звезда» (№ 2784).
После демобилизации из-за полученных ранений Иванкин прожил недолго, был похоронен на Преображенском кладбище в Москве.

## Память
- Надгробный памятник на Преображенском кладбище.
- Памятная мемориальная доска на аллее Героев в Балашихе.
- Памятная мемориальная доска в МКОУ "Поповская СОШ" д. Поповка Чернского района Тульской области